# Stellaria solaris
Stellaria solaris is een slakkensoort uit de familie Xenophoridae. De wetenschappelijke naam is gepubliceerd in 1764 door Linnaeus.

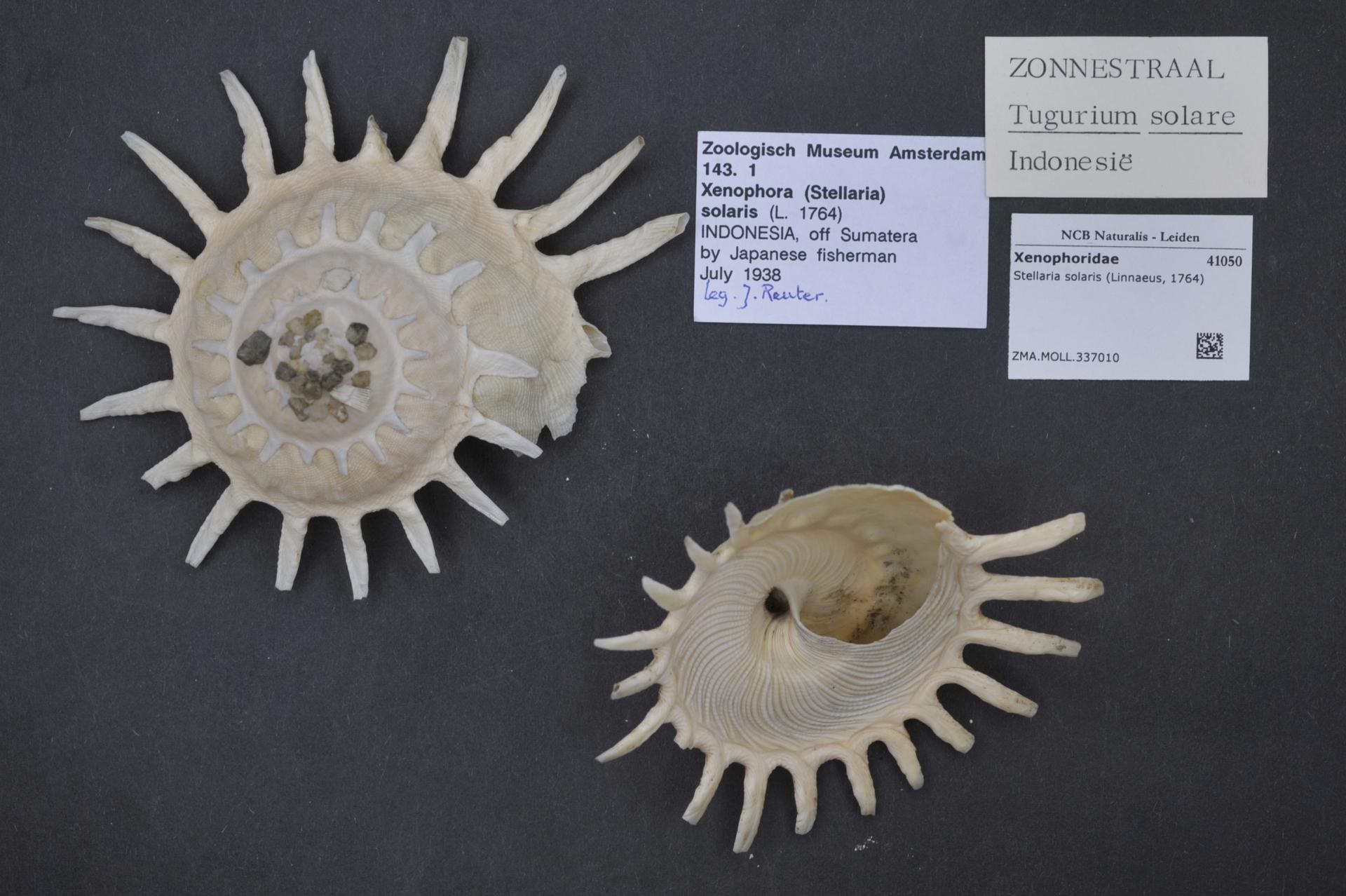
museumexemplaren